# George Hay, 8. markýz z Tweeddale
George Hay, 8. markýz z Tweeddale (George Hay, 8th Marquess of Tweeddale, 8th Earl of Gifford, 8th Viscount Walden, 16th Baron Hay of Yester) (1. února 1787, Edinburgh, Skotsko – 10. října 1876, Yester House, Skotsko) byl skotský šlechtic a britský polní maršál. Od mládí sloužil v armádě a vyznamenal se účastí v napoleonských válkách. Později byl guvernérem v Madrasu (1842–1848) a v roce 1854 dosáhl hodnosti generála. Krátce před smrtí byl povýšen na polního maršála (1875).

## Životopis

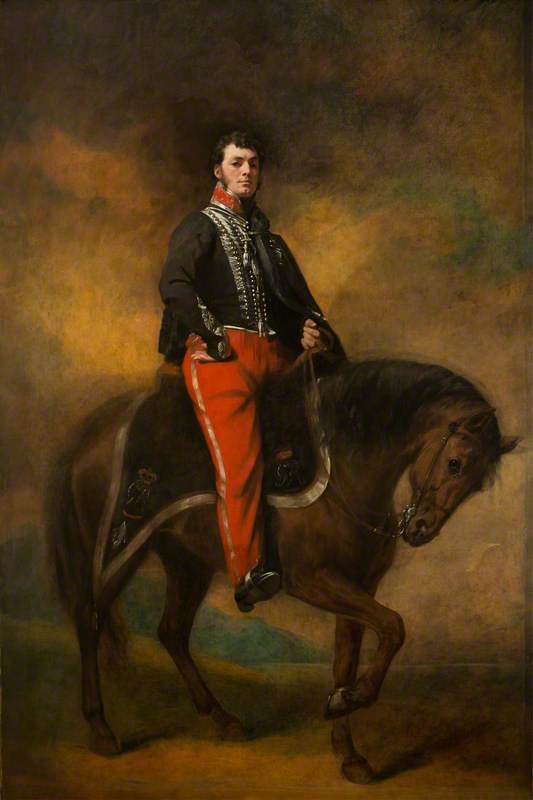
Jezdecký portrét ze sbírek Skotské národní galerie

Pocházel ze staré skotské šlechtické rodiny, narodil se jako nejstarší syn George Haye, 7. markýze z Tweeddale (1753–1804) a jeho manželky Hannah Maitlandové (1760–1804) z rodu hrabat z Lauderdale. Oba rodiče zemřeli za napoleonských válek v zajetí ve Francii. Jako otcův dědic užíval George od dětství titul hraběte z Giffordu, v roce 1804 zdědil markýzát z Tweeddale se skotským peerstvím. Studoval v Edinburghu, ale ještě před otcovým úmrtím vstoupil do armády a aktivně se zúčastnil napoleonských válek. Již ve dvaceti letech dosáhl hodnosti kapitána a na Sicílii sloužil jako pobočník generála Johna Moora. Poté se jako štábní důstojník maršála Wellingtona zúčastnil bojů na Pyrenejském poloostrově, kde padl do francouzského zajetí a později se vyznamenal v bitvě u Vitorie (1813) a dosáh hodnosti podplukovníka. Mezitím bojoval také ve válce proti USA v roce 1812.
Po skončení napoleonských válek obdržel Řád lázně (1815) a vrátil se do Skotska, kde se věnoval správě rodových statků. V roce 1818 byl zvolen reprezentantem skotských peerů ve Sněmovně lordů a v této funkci setrval až do své smrti. V roce 1820 obdržel Bodlákový řád a ve Skotsku zastával řadu dalších funkcí, mimo jiné byl lordem-místodržitelem v hrabství Lothian (1823–1876). Souběžně postupoval v armádní hierarchii (plukovník 1825, generálmajor 1837), v letech 1825–1837 byl pobočníkem krále Viléma IV. Po delší přestávce vstoupil do aktivní služby a v letech 1842–1848 zastával funkci guvernéra v Madrasu. V roce 1846 byl povýšen na generálporučíka, v roce 1848 se vrátil do Skotska a v roce 1854 dosáhl hodnosti generála. Po povstání v Indii se stal členem vládní komise prošetřující aktivity armády Východoindické společnosti (1858). V roce 1862 se stal rytířem Řádu lázně a v roce 1867 získal velkokříž téhož řádu. Mimo jiné se amatérsky zabýval meteorologií a byl také prezidentem Královské zemědělské společnosti ve Skotsku (1869–1873). Krátce před smrtí byl povýšen do hodnosti polního maršála (1875). Zemřel na následky popálenin při požáru svého sídla Yester House ve Skotsku ve věku 89 let.

## Rodina
V roce 1816 se oženil se Susan Montagu (1797–1870), dcerou 5. vévody z Manchesteru. Z jejich manželství pocházelo deset dětí.
- 1. Susan Georgiana (1817–1853), dvorní dáma (Lady of the Bedchamber), ∞ 1836 James Broun-Ramsay, 1. markýz z Dalhousie (1812–1860), ministr obchodu 1845–1846, generální guvernér Indie 1848–1856
- 2. Hannah Charlotte (1818–1887), ∞ 1843 Simon Watson-Taylor (1811–1902), poslanec Dolní sněmovny
- 3. Louisa Jane (1819–1882), ∞ 1841 Robert Wardlaw-Ramsay
- 4. Elizabeth (1820–1904), nejvyšší hofmistryně královny Viktorie 1861–1868 a 1874–1880, ∞ 1839 Arthur Wellesley, 2. vévoda z Wellingtonu (1807–1884), generálporučík, nejvyšší štolba Spojeného království 1853–1858
- 5. George Hay, hrabě z Giffordu (1822–1862), poslanec Dolní sněmovny
- 6. Arthur Hay, 9. markýz z Tweeddale (1824–1878), plukovník, člen Královské společnosti, prezident Královské zoologické společnosti, 1876 dědic titulu markýze
- 7. William Hay, 10. markýz z Tweeddale (1826–1881), poslanec Dolní sněmovny, 1878 dědic titulu markýze
- 8. Lord John Hay (1827–1916), admirál, vrchní velitel Royal Navy ve Středozemním moři a Lamanšském průlivu, první námořní lord 1886
- 9. Jane (1830–1920), ∞ 1863 Sir Richard Chambre Taylor (1819–1904), generál
- 10. Emily (1836–1924), ∞ 1856 Sir Robert Peel (1822–1895), poslanec Dolní sněmovny, státní sekretář pro Irsko 1861–1865, syn premiéra Roberta Peela

Jeho mladší bratři lord James Hay (1788–1862) a lord Edward Hay (1799–1862) sloužili též v armádě a dosáhli vysokých hodností, další bratr lord John Hay (1793–1851) byl admirálem Royal Navy.